# Federica Del Buono
Federica Del Buono (Vicenza, 12 dicembre 1994) è una mezzofondista italiana, medaglia di bronzo nei 1500 metri piani agli Europei indoor di Praga 2015.
Nella stessa distanza è stata 5ª agli Europei di Zurigo 2014 e ha vinto un titolo nazionale assoluto (2014).

## Biografia
Figlia di Gianni Del Buono (ex primatista italiano di varie medie distanze) e Rossella Gramola (mamma ed allenatrice), entrambi mezzofondisti, Federica inizia a praticare l'atletica leggera nel 2006, tesserandosi per l'Atletica Vicentina.
Dopo essere stata assente nel 2008 ai vari campionati nazionali cadette, è stata ventisettesima ai nazionali cadette di corsa campestre nel 2009.
Nel 2010 è giunta settantaduesima agli italiani allieve di corsa campestre e diciottesima sui 1500 m ai nazionali di categoria.
Doppietta di titoli 800-4×400 m agli italiani allieve nel 2011 e cinquantacinquesimo posto ai nazionali allieve di corsa campestre.
Due medaglie agli italiani juniores nel 2012 sui 1500 m: argento al coperto ed oro all'aperto ed ancora un sesto posto di categoria nella corsa campestre e squalifica con la staffetta 4×400 m agli italiani juniores.
Nello stesso anno partecipa ai Mondiali juniores in Spagna a Barcellona (esce in batteria sui 1500 m) e agli Europei juniores di corsa campestre in Ungheria a Budapest: 40ª nell'individuale e 11ª nella classifica a squadre.
Dal 2013 è stata tesserata dal Gruppo Sportivo Forestale ed è allenata dalla madre ed ex atleta Rossella Gramola.
Sempre nel 2013 ha vinto tre titoli italiani juniores (corsa campestre e poi doppietta di titoli 800–1500 m ai campionati italiani juniores indoor) ed ha conquistato la migliore prestazione italiana per la categoria juniores nei 1500 m indoor.
Nel dicembre del 2013 partecipa agli Europei juniores di corsa campestre a Belgrado in Serbia giungendo al 25º posto nella prova individuale e 4ª nella classifica a squadre.
È stata assente nel 2014 a livello italiano indoor sia ai campionati promesse che a quelli assoluti.
Mentre all'aperto ha vinto tre titoli (promesse di corsa campestre, 1500 m sia promesse che assoluti) ed è stata primatista italiana promesse nei 3000 m.
Nel giugno del 2014 ha esordito con la Nazionale assoluta agli Europei a squadre a Braunschweig in Germania terminando quarta sui 1500 m.
Sempre in ambito internazionale, conquista la medaglia d'oro ai Campionati del Mediterraneo under 23 in Francia ad Aubagne nei 1500 m, superando l'argento olimpico Gamze Bulut giunta seconda e poi partecipa agli Europei di Zurigo 2014 giungendo quinta nei 1500 m.
In apertura di stagione 2015 prende parte al 58º Campaccio a San Giorgio su Legnano dove giunge seconda nella categoria promesse e settima in classifica generale.
Tris di medaglie ai campionati nazionali indoor: doppio titolo sugli 800 e 1500 m agli italiani promesse (in questi ultimi migliora il primato italiano promesse) ed argento sui 3000 m agli assoluti.
L'8 marzo del 2015 conquista la medaglia di bronzo nei 1500 m durante gli Europei indoor di Praga in Repubblica Ceca.
Sempre nel mese di marzo era iscritta nella gara che comprendeva promesse e seniores ai Campionati individuali di corsa campestre a Fiuggi, ma non ha gareggiato.
Il 13 dicembre agli Europei di corsa campestre di Hyères in Francia gareggia tra le under 23, finendo sesta nell'individuale e vincendo la medaglia di bronzo nella classifica a squadre.
Ha vinto due medaglie con un titolo ai campionati italiani di corsa campestre di Gubbio 2016: oro promesse ed argento assoluto.
Dopo diversi anni difficili causati da una serie di infortuni si opera a Bologna, nel giugno 2020, con il prof. Sarino Ricciardello per risolvere il problema di un impingement osteo-fibroso tra l'astragalo e lo scafoide del piede sinistro.
Torna alle competizioni nel gennaio 2021 e il 20 febbraio conquista l'argento ai Campionati Italiani assoluti indoor di Ancona nei 1500 m con 4'16"32. La settimana successiva torna a calcare un palcoscenico internazionale nell'ultima tappa del World Athletics Indoor Tour di Madrid nella quale abbassa il record stagionale (sempre nei 1500 m) a 4'13"44 giungendo in quarta posizione. Il tempo stabilito è al di sotto dello standard EA di partecipazione per i Campionati europei di atletica leggera indoor di Toruń ai quali è convocata facendo ritorno in azzurro dopo sei anni. In Polonia, dopo aver condotto una gara coraggiosa, esce in batteria con il dodicesimo tempo complessivo stabilendo ancora una volta però il season best con 4'12"79.

## Record nazionali
Promesse
- 3000 metri piani: 9'01"38 ( Gavardo, 18 maggio 2014)[1]
- 1500 metri piani indoor: 4'08"87 ( Ancona, 7 febbraio 2015)[2]
- 3000 metri piani indoor: 9'01"19 ( Padova, 22 febbraio 2015)[2]

Juniores
- 1500 metri piani indoor: 4'21"91 ( Ancona, 2 marzo 2013)[2]

## Progressione

### 800 metri piani
| Stagione | Tempo   | Luogo     | Data      | Rank. Mond. |
| -------- | ------- | --------- | --------- | ----------- |
| 2023     | 2'02"59 | Grosseto  | 27-5-2023 |             |
| 2022     | 2'01"34 | Padova    | 4-9-2022  |             |
| 2016     | 2'03"45 | Cinisello | 25-9-2016 |             |
| 2014     | 2'00"58 | Rieti     | 7-9-2014  |             |
| 2013     | 2'07"23 | Bassano   | 22-9-2013 |             |
| 2012     | 2'06"86 | Trento    | 31-7-2012 |             |
| 2011     | 2'14"95 | Sulmona   | 25-9-2011 |             |
| 2010     | 2'24"47 | Padova    | 13-6-2010 |             |

### 1500 metri piani
| Stagione | Tempo   | Luogo     | Data      | Rank. Mond. |
| -------- | ------- | --------- | --------- | ----------- |
| 2023     | 4'05"09 | Firenze   | 2-6-2023  |             |
| 2022     | 4'03"45 | Castellón | 16-6-2022 |             |
| 2021     | 4'07"70 | Tokyo     | 2-8-2021  |             |
| 2016     | 4'08"94 | Cles      | 25-8-2016 |             |
| 2014     | 4'05"32 | Rovereto  | 2-9-2014  |             |
| 2013     | 4'19"61 | Rovereto  | 5-5-2013  |             |
| 2012     | 4'24"15 | Trento    | 24-7-2012 |             |
| 2011     | 4'46"89 | Trento    | 19-7-2011 |             |
| 2010     | 5'02"88 | Padova    | 12-6-2010 |             |

### 1500 metri piani indoor
| Stagione | Tempo   | Luogo  | Data      | Rank. Mond. |
| -------- | ------- | ------ | --------- | ----------- |
| 2022/23  | 4'11"22 | Padova | 11-2-2023 |             |
| 2021/22  | 4'12"14 | Madrid | 2-3-2022  |             |
| 2020/21  | 4'12"79 | Toruń  | 5-3-2021  |             |
| 2019/20  | 4'18"84 | Padova | 15-2-2020 |             |
| 2014/15  | 4'08"87 | Ancona | 7-2-2015  |             |
| 2012/13  | 4'21"91 | Ancona | 2-3-2013  |             |
| 2011/12  | 4'37"45 | Ancona | 18-2-2012 |             |

### 3000 metri piani
| Stagione | Tempo    | Luogo    | Data      | Rank. Mond. |
| -------- | -------- | -------- | --------- | ----------- |
| 2023     | 8'46"84  | Rovereto | 6-9-2023  |             |
| 2016     | 9'09"65  | Trento   | 26-7-2016 |             |
| 2014     | 9'01"38  | Gavardo  | 18-5-2014 |             |
| 2013     | 9'34"70  | Faenza   | 11-9-2013 |             |
| 2012     | 9'28"37  | Trento   | 7-8-2012  |             |
| 2011     | 10'39"44 | Trento   | 2-8-2011  |             |
| 2010     | 11'22"19 | Vicenza  | 27-6-2010 |             |

### 3000 metri piani indoor
| Stagione | Tempo   | Luogo   | Data      | Rank. Mond. |
| -------- | ------- | ------- | --------- | ----------- |
| 2023/24  | 8'48"93 | Ancona  | 18-2-2024 |             |
| 2021/22  | 9'05"95 | Miramas | 4-2-2022  |             |
| 2019/20  | 9'20"70 | Padova  | 19-2-2020 |             |
| 2014/15  | 9'01"19 | Padova  | 22-2-2015 |             |

### 5000 metri piani
| Stagione | Tempo    | Luogo | Data     | Rank. Mond. |
| -------- | -------- | ----- | -------- | ----------- |
| 2024     | 15'00"05 | Roma  | 7-6-2024 |             |
| 2023     | 15'18"36 | Oulu  | 8-7-2023 |             |

## Palmarès
| Anno | Manifestazione                  | Sede                | Evento          | Risultato | Prestazione | Note                                     |
| ---- | ------------------------------- | ------------------- | --------------- | --------- | ----------- | ---------------------------------------- |
| 2012 | Mondiali U20                    | Barcellona          | 1500 m piani    | Batteria  | 4'28"66     | [ 3 ]                                    |
| 2012 | Europei di cross                | Budapest            | Corsa U20       | 40ª       | 14'51"      | [ 4 ]                                    |
| 2012 | Europei di cross                | Budapest            | A squadre       | 11ª       | 208 p.      | [ 5 ]                                    |
| 2013 | Europei di cross                | Belgrado            | Corsa U20       | 25ª       | 14'00"      | [ 6 ]                                    |
| 2013 | Europei di cross                | Belgrado            | A squadre       | 4ª        | 122 p.      | [ 7 ]                                    |
| 2014 | Campionati del Mediterraneo U23 | Aubagne             | 1500 m piani    | Oro       | 4'14"20     | [ 8 ]                                    |
| 2014 | Europei                         | Zurigo              | 1500 m piani    | 5ª        | 4'07"49     | [ 9 ]                                    |
| 2015 | Europei indoor                  | Praga               | 1500 m piani    | Bronzo    | 4'11"61     | [ 10 ]                                   |
| 2015 | Europei di cross                | Hyères              | Corsa U23       | 7ª        | 20'12"      | [ 11 ]                                   |
| 2015 | Europei di cross                | Hyères              | A squadre       | Bronzo    | 82 p.       | [ 12 ]                                   |
| 2021 | Europei indoor                  | Toruń               | 1500 m piani    | Batteria  | 4'12"79     | Miglior prestazione personale stagionale |
| 2021 | Giochi olimpici                 | Tokyo               | 1500 m piani    | Batteria  | 4'07"70     | Miglior prestazione personale stagionale |
| 2022 | Giochi del Mediterraneo         | Orano               | 1500 m piani    | Argento   | 4'13"09     |                                          |
| 2022 | Mondiali                        | Eugene              | 1500 m piani    | Batteria  | 4'08"42     |                                          |
| 2022 | Europei                         | Monaco              | 1500 m piani    | Batteria  | 4'08"14     |                                          |
| 2022 | Europei di cross                | Venaria Reale       | Staffetta mista | Oro       | 17'23"      |                                          |
| 2023 | Europei indoor                  | Istanbul            | 1500 m piani    | Batteria  | 4'23"59     |                                          |
| 2023 | Mondiali corsa su strada        | Riga                | 5 km            | 21ª       | 16'03"      | Miglior prestazione personale            |
| 2024 | Europei                         | Roma                | 5000 m piani    | 7ª        | 15'00"05    | Miglior prestazione personale            |
| 2024 | Europei                         | Roma                | 10000 m piani   | 4ª        | 31'25"41    | Miglior prestazione personale            |
| 2024 | Giochi olimpici                 | Parigi              | 1500 m piani    | Batteria  | 4'10"14     |                                          |
| 2024 | Giochi olimpici                 | Parigi              | 5000 m piani    | Batteria  | 15'15"54    |                                          |
| 2024 | Europei di cross                | Antalya             | Corsa senior    | 53ª       | 27'44"      |                                          |
| 2024 | Europei di cross                | Antalya             | A squadre       | Oro       | 33 p.       |                                          |
| 2025 | Europei indoor                  | Apeldoorn           | 3000 m piani    | Batteria  | 9'11"39     |                                          |
| 2025 | Europei su strada               | Bruxelles e Lovanio | 10 km           | 28ª       | 32'46"      |                                          |
| 2025 | Europei su strada               | Bruxelles e Lovanio | A squadre       | Oro       | 1h34'33"    | [ 13 ]                                   |

## Campionati nazionali
- 2 volte campionessa nazionale assoluta dei 1500 m piani (2014, 2024)
- 1 volta campionessa nazionale promesse di corsa campestre (2016)
- 1 volta campionessa nazionale promesse dei 1500 m piani (2014)
- 1 volta campionessa nazionale promesse indoor degli 800 m piani (2015)
- 1 volta campionessa nazionale promesse indoor dei 1500 m piani (2015)
- 1 volta campionessa nazionale promesse di corsa campestre (2014)
- 1 volta campionessa nazionale juniores indoor degli 800 m piani (2013)
- 2 volte campionessa nazionale juniores indoor dei 1500 m piani (2012, 2013)
- 1 volta campionessa nazionale juniores di corsa campestre (2013)
- 1 volta campionessa nazionale allieve degli 800 m piani (2011)
- 1 volta campionessa nazionale allieve della staffetta 4×400 m (2011)

2009
- 27ª ai campionati italiani cadetti di corsa campestre (Porto Potenza Picena), 1980 m - 7'35"[14]

2010
- 72ª ai campionati italiani allievi di corsa campestre (Formello), 4 km - 19'01"[15]
- 18ª ai campionati italiani allievi (Rieti), 1500 m piani - 5'10"59[16]

2011
- 55ª ai campionati italiani allievi di corsa campestre (Varese), 4 km - 16'50"[17]
- Oro ai campionati italiani allievi (Rieti), 800 m piani - 2'15"31[18]
- Oro ai campionati italiani allievi (Rieti), 4×400 m - 3'58"06[19]

2012
- Argento ai campionati italiani juniores indoor (Ancona), 1500 m piani - 4'37"45[20]
- 6ª ai campionati italiani juniores di corsa campestre (Borgo Valsugana), 6 km - 23'16"[21]
- Oro ai campionati italiani juniores (Misano Adriatico), 1500 m piani - 4'35"84[22]
- In finale ai campionati italiani juniores (Misano Adriatico), 4×400 m - dq[23]

2013
- Oro ai campionati italiani juniores di corsa campestre (Abbadia di Fiastra), 22'01"[24]
- Oro ai campionati italiani juniores indoor (Ancona, 800 m piani - 2'09"78[25]
- Oro ai campionati italiani juniores indoor (Ancona), 1500 m piani - 4'23"91[26]

2014
- Oro ai campionati italiani promesse di corsa campestre (Nove-Marostica), 8 km - 29'38"[27]
- Oro ai campionati italiani promesse (Torino), 1500 m piani - 4'12"65[28]
- Oro ai campionati italiani assoluti (Rovereto), 1500 m piani - 4'10"26[29]

2015
- Oro ai campionati italiani promesse indoor (Ancona), 800 m piani - 2'05"64[30]
- Oro ai campionati italiani promesse indoor (Ancona), 1500 m piani - 4'08"87[31]
- Argento ai campionati italiani assoluti indoor (Padova), 3000 m piani - 9'01"19[32]

2016
- Argento ai campionati italiani di corsa campestre (Gubbio), 8 km - 25'41" (assolute)[33]
- Oro ai campionati italiani di corsa campestre (Gubbio), 8 km - 25'41" (promesse)[34]

2021
- Argento ai campionati italiani assoluti indoor, 1500 m piani - 4'16"32
- 4ª ai campionati italiani assoluti (Rovereto), 1500 m piani - 4'14"18

2022
- Argento ai campionati italiani assoluti (Rieti), 800 m piani - 2'03"51
- Bronzo ai campionati italiani assoluti indoor (Ancona), 1500 m piani - 4'19"62

2023
- Bronzo ai campionati italiani assoluti indoor (Ancona), 1500 m piani - 4'12"10
- Argento ai campionati italiani assoluti indoor (Ancona), 800 m piani - 2'04"77
- Argento ai Campionati italiani assoluti (Molfetta), 1500 m piani - 4'07"05

2024
- Argento ai campionati italiani assoluti indoor, 3000 m piani - 8'48"93
- Argento ai campionati italiani assoluti di corsa campestre - 29'36"
- Oro ai campionati italiani assoluti (La Spezia), 1500 m piani - 4'05"14

2025
- 4ª ai campionati italiani assoluti, 5000 m piani - 15'09"63

## Altre competizioni internazionali
2013
- 7ª alla Cinque Mulini ( San Vittore Olona) - 24'01"

2014
- 4ª nella Super League degli Europei a squadre ( Braunschweig), 1500 m piani - 4'15"04[35]
- 6ª alla BOclassic ( Bolzano), 5 km - 16'34"

2015
- 7ª al Campaccio ( San Giorgio su Legnano), 6 km - 20'27"[36] ( Oro nella categoria promesse)
- 12ª al Cross International de la Constitución ( Alcobendas) - 30'57"

2021
- 10ª al Prefontaine Classic ( Eugene), 1500 m piani - 4'12"30
- 14ª al Golden Gala ( Firenze), 1500 m piani - 4'08"58

2022
- 8ª al Golden Gala ( Roma), 1500 m piani - 4'06"16
- 12ª alla BOclassic ( Bolzano) - 16'54"

2023
- 13ª al Golden Gala ( Roma), 1500 m piani - 4'05"09
- 14ª al Campaccio ( San Giorgio su Legnano) - 20'46"

2024
- 9ª al Doha Diamond League ( Doha), 1500 m piani - 4'05"09
- 10ª alla Cinque Mulini ( San Vittore Olona) - 19'52"
- 4ª alla BOclassic ( Bolzano) - 16'07"